# استربری پوینت (آیووا)

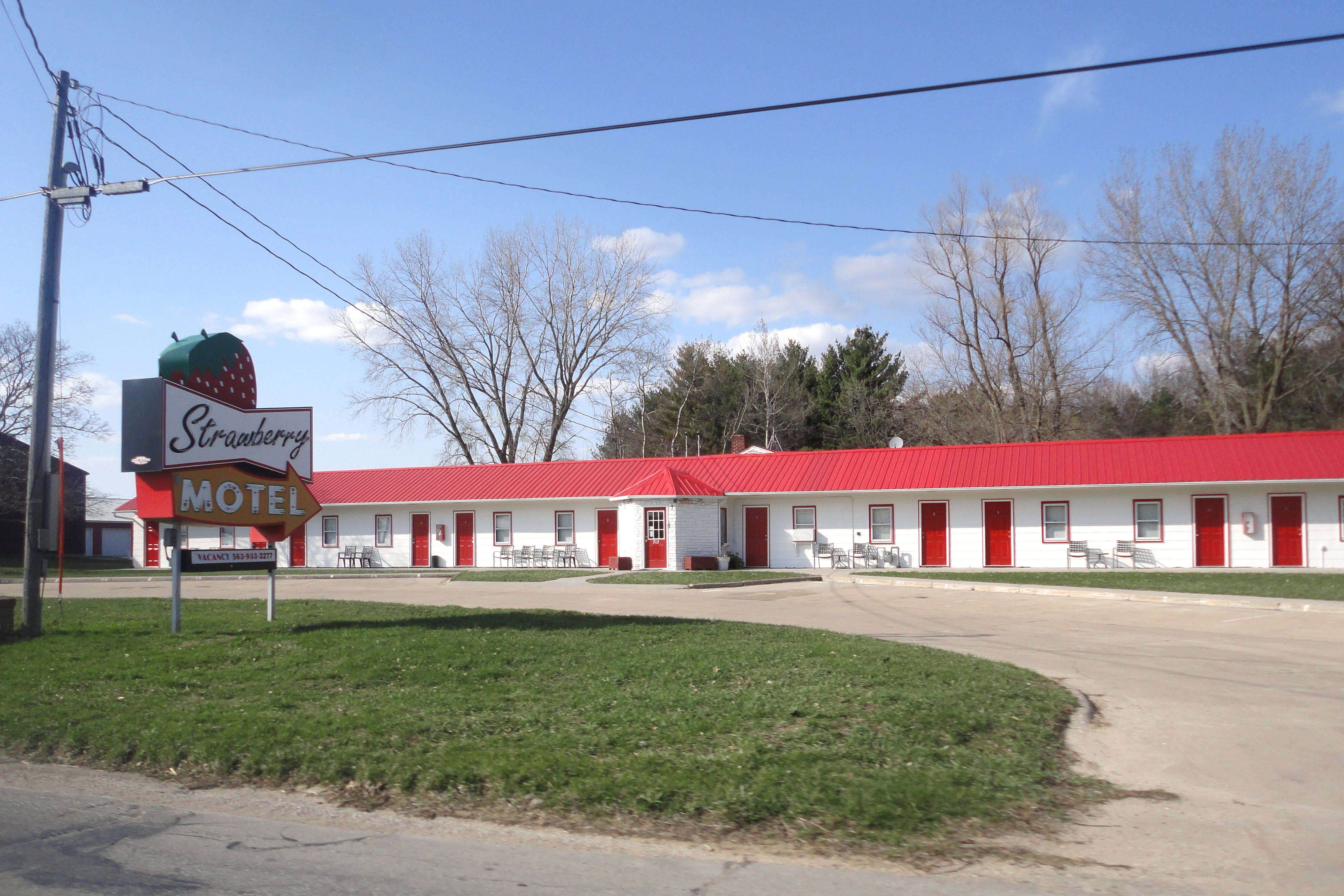

استربری پوینت (به انگلیسی: Strawberry Point) شهری در ایالت آیووا کشور ایالات متحده آمریکا است که جمعیت آن در سرشماری سال ۲۰۱۰ میلادی، ۱٬۲۷۹ نفر بوده‌است.